# 2019年のテレビ番組一覧 (日本)
- 2019年のテレビ (日本) > 2019年のテレビ番組一覧 (日本)

2019年のテレビ番組一覧（2019ねんのテレビばんぐみいちらん）では、2019年に日本国内で放送開始、もしくは放送終了したテレビ番組をまとめる。

## 報道・情報番組

### 終了番組（報道・情報番組）

#### 3月終了（報道・情報番組）
- 15日 - ウェルカム!（熊本放送）[1]
- 22日 - プライムニュース富山（富山テレビ）
- 27日 - 旬感☆ゴトーチ!（NHK総合）[2]
- 29日
  - ニュースチェック11（NHK総合）[3]
  - FNNプライムニュース デイズ（フジテレビ）[4]
  - VOICE（毎日放送）
  - イッポウ（CBCテレビ）
  - mitプライムニュース（岩手めんこいテレビ）
  - スーパーJチャンネルみやぎ（東日本放送）
  - プライムニュース プラス（テレビ静岡）
  - OTVプライムニュース（沖縄テレビ）
  - とってもワクドキ!（三重テレビ）
- 30日
  - FNNプライムニュース α（29日深夜、フジテレビ）[4]
  - 見たい!知りたい!北海道（札幌テレビ）
  - サタハピ しずおか（静岡朝日テレビ）[5]
  - サタハピ ぷらす（静岡朝日テレビ）
  - プライムニュース BBTチャンネル8（富山テレビ）
  - 石川さん プライムニュース（石川テレビ）
- 31日
  - 報道プライムサンデー（フジテレビ）
  - プライムニュース イブニング（フジテレビ）[4]
  - 仙台放送プライムニュース（仙台放送）
  - プライムニュースあきた（秋田テレビ）
  - さくらんぼテレビ プライムニュース（さくらんぼテレビ）
  - NST プライムニュース（新潟総合テレビ）
  - 福井テレビ プライムニュース（福井テレビ）
  - NBSプライムニュース イブニング（長野放送）
  - プライムニュース しずおか（テレビ静岡）
  - プライムニュースさんいん（山陰中央テレビ）
  - OHKプライムニュース（岡山放送）
  - EBCプライムニュース（テレビ愛媛）
  - FNN・SAGATVプライムニュース イブニング（サガテレビ）
  - KTNプライムニュース（テレビ長崎）
  - TKUプライムニュース（テレビ熊本）
  - FNN TOSプライムニュース（テレビ大分）
  - KTSプライムニュース（鹿児島テレビ）
  - 東京クラッソ!NEO（TOKYO MX1）
  - ジョブレボ!（BSテレ東・BSテレ東 4K）

#### 6月終了（報道・情報番組）
- 14日 - てっぺん!（テレビ静岡）[6]
- 29日 - 上田晋也のサタデージャーナル（TBS）[7]

#### 9 - 10月終了（報道・情報番組）
9月終了
- 27日
  - ビビット（TBS）[8]
  - イブアイしずおか（静岡放送）
  - ごじまる（RSK山陽放送）
  - イブニングKOCHI（テレビ高知）
- 28日（27日深夜）-  しっとこ!（テレビ大阪）
- 29日 - スタイルプラス（東海テレビ）[9]

10月終了
- 4日 - Station!（岐阜放送）

#### 12月終了（報道・情報番組）
- 27日 - RCCニュース6（中国放送）[10][11]

### 開始番組（報道・情報番組）

#### 1月開始（報道・情報番組）
- 4日 - 昼サテ（テレビ東京）

#### 4月開始（報道・情報番組）
- 1日
  - ニュースきょう一日（NHK総合）[3][12]
  - めざましテレビ全部見せ（フジテレビ）
  - Live News days（フジテレビ）[4]
  - Live News it!（フジテレビ）[4][13]
  - ミント!（毎日放送）[14]
  - チャント!（CBCテレビ）[15]
  - mit Live News（岩手めんこいテレビ）
  - 仙台放送 Live News it!（仙台放送）
  - Live News あきた（秋田テレビ）
  - チャージ!（東日本放送）
  - さくらんぼテレビ Live News（さくらんぼテレビ）
  - FNN NST Live News days（（NST）新潟総合テレビ）
  - NST Live News it!（（NST）新潟総合テレビ）
  - ライブBBT/報道ライブBBT（富山テレビ）
  - ギュッ!と石川 ゆうどきLive（北陸朝日放送）[16]
  - 石川さん Live News it!（石川テレビ）
  - Mieライブ（三重テレビ）
  - TSK Live News it!（山陰中央テレビ）
  - OHK Live（岡山放送）
  - FNN TSS Live News days（テレビ新広島）
  - おはよう Jチャンやまぐち（山口朝日放送）
  - EBC Live News（テレビ愛媛）
  - FNN SAGATV Live News days（サガテレビ）
  - KTN Live News days（テレビ長崎）
  - KTN Live News it!（テレビ長崎）
  - TKU Live News days（テレビ熊本）
  - TKU Live News（テレビ熊本）
  - FNN TOS Live News days（テレビ大分）
  - KTS Live News（鹿児島テレビ）
  - OTV Live News it!（沖縄テレビ）
- 2日 - FNN Live News α（フジテレビ）[4][17]
- 4日 - 木曜ほのボーノ（あいテレビ）
- 5日
  - 家族記念日（テレビ東京）
  - NEWSチバFUSION（千葉テレビ）
- 6日
  - 快適!ショッピングスタジオ土曜版（テレビ東京）
  - Live News it! Weekend（フジテレビ）
  - NBS Live News it!（長野放送）
  - FNN福井テレビLive News（福井テレビ）
  - とびっきり!しずおか 土曜版（静岡朝日テレビ）[18]
  - FNN TSS Live News it!（テレビ新広島）
  - FNN・SAGA TV Live News it!（サガテレビ）
  - FNN TOS Live News it!（テレビ大分）
- 7日
  - 日曜報道 THE PRIME（フジテレビ）
  - 日曜はカラフル!!（TOKYO MX1）[19]
- 27日 - 中居正広のニュースな会（テレビ朝日）[20][21]

#### 6 - 7月開始（報道・情報番組）
6月
- 24日・25日 - サリーの6（ロック）おん!（朝日放送テレビ）[22]

7月
- 1日 - ただいま!テレビ（テレビ静岡）[6]
- 6日
  - まるっと!サタデー（TBS）[7]
  - 羽田土曜会 ニッポンを元気にする地域の星（BSテレ東・BSテレ東 4K）[23][24]

#### 9 - 10月開始（報道・情報番組）
9月開始
- 30日
  - グッとラック!（TBS）[8]
  - ふるさとライブ（長野放送）[25]
  - ORANGE（静岡放送）
  - 情報マルシェ 3時のおやつ（RSK山陽放送）[26]
  - 情報パレット からふる（テレビ高知）

10月開始
- 5日
  - 走れ!みつくに社長（4日深夜、テレビ大阪）[27]
  - 土曜日もよ〜いドン!（関西テレビ）
- 6日 - & スタートアップ! 未来を変える起業家のタネ（BSテレ東・BSテレ東 4K）
- 7日 - ぎふサテ!（ぎふチャン）[28]
- 27日 - 美歯Navi（TOKYO MX1）[29]

### 期間限定番組（報道・情報番組）
- 1月10日 - 6月29日、めざましテレビ25周年 日本つながるプロジェクト（フジテレビ）[30]
- 1月28日 - 12月2日、羽鳥×宮本 福岡好いとぉ（九州朝日放送）[31]※月1回レギュラー
- 4月4日 - 9月26日、渡辺直美のナオミーツ（NHK BSプレミアム）[32][33]
- 7月14日（13日深夜） - 8月25日（24日深夜）、ナナナマリーナで発見!新shock感〜一度おためしください〜（テレビ東京）[34]
- 7月27日 - 9月28日、小山慶一郎の健者のBORDER30 〜専門医が導く健康への分かれ道〜（TOKYO MX1）[35][36]

### タイトル変更（報道・情報番組）
- 3月25日 - UP! → アップ!（メ〜テレ）
- 4月1日 
  - ワイド!スクランブル → 大下容子ワイド!スクランブル（テレビ朝日）※冠番組化[37]
  - みんなのテレビ → みんテレ（北海道文化放送）[38]
  - イチオシ! → イチオシ!!（北海道テレビ放送）
  - FTVテレポートプラス → テレポート プラス（福島テレビ）
  - NBSプライムニュース みんなの信州 → NBSみんなの信州（長野放送）
  - 福井テレビ プライムニュース&おかえりなさ〜い → 福井テレビLive News&おかえりなさ〜い（福井テレビ）
- 4月3日
  - tssプライムニュースナイト → tssニュースナイト（テレビ新広島）
  - OTVプライムニュースNEXT → OTV Live News（沖縄テレビ）
- 4月6日 - けいざいナビ北海道 → けいナビ〜応援!どさんこ経済〜（テレビ北海道）[39]

### 再開番組（報道・情報番組）
- 4月3日
  - BBTニュース（富山テレビ）
  - テレビ静岡ニュース（テレビ静岡）

## 教養・ドキュメンタリー番組

### 終了番組（教養・ドキュメンタリー番組）

#### 3月終了（教養・ドキュメンタリー番組）
- 10日 - ゲンバビト（CBCテレビ） ※事実上の打ち切り[40]
- 13日 - 探検バクモン（NHK総合）
- 14日 - もふもふモフモフ（NHK総合）レギュラー放送終了
- 20日 - 昭和偉人伝（BS朝日・BS朝日 4K）
- 26日 - まさはる君が行く!ポチたまペット大集合（BSテレ東・BSテレ東 4K）
- 29日 - ゴロウ・デラックス（28日深夜、TBS）[41]
- 30日
  - デザイン・コード（テレビ朝日）
  - 夢、叶えるために…（テレビ東京）
- 31日 - 新世代が解く!ニッポンのジレンマ（30日深夜、NHK Eテレ）

#### 9月終了（教養・ドキュメンタリー番組）
- 18日 - 日経スペシャル 未来世紀ジパング〜沸騰現場の経済学〜（テレビ東京）
- 26日 - おびゴハン!（TBS）[8]
- 29日 - ハイスクールＱ～ニュースを学ぶクイズ～（BSテレ東・BSテレ東 4K）

### 開始番組（教養・ドキュメンタリー番組）

#### 1月開始（教養・ドキュメンタリー番組）
- 6日 - CHANGE YOUR LIFE〜あなたのくらしを変えたもの〜（テレビ朝日）[42]
- 8日 - ロボロボ（毎日放送）
- 12日 - 日本全国ごちそう散歩（テレビ朝日）[43][44]
- 20日 - 旬感レシピ〜最高の贈りもの〜（BS日テレ）

#### 3月開始（教養・ドキュメンタリー番組）
- 不明 - 九州1周ヤマトホ!〜2936.9キロイタダキます!〜（福岡放送）※月1回[45]

#### 4月開始（教養・ドキュメンタリー番組）
- 1日
  - 逆転人生（NHK総合）[46]
  - 四季彩キッチン（フジテレビ）[47]
  - 町中華で飲ろうぜ（BS-TBS・BS-TBS 4K）
- 2日 
  - BENTO EXPO（NHK総合）
  - 乃木坂46のザ・ドリームバイト!〜働き方改革!夢への挑戦!〜（フジテレビ）[48]
- 3日
  - 春風亭昇太の少年時代工房（BS朝日・BS朝日4K）[49] ※レギュラー化
  - おじさんくた美れ旅（BS-TBS・BS-TBS 4K）
  - ご近所さんは世界から!（BS-TBS・BS-TBS 4K）
- 4日 - 知りたガールと学ボーイ（NHK Eテレ）[50]
- 6日
  - めざせ!プログラミングスター ～プロスタ★キッズ大集合～（BS日テレ・BS日テレ 4K）[51][注 1]
  - ノゾキミ企業参観!子どもの職場が見たい（BS朝日・BS朝日 4K）レギュラー放送開始[52]
- 7日 - BACKSTAGE（CBCテレビ）[40]
- 10日 - ウチ、"断捨離"しました!（BS朝日・BS朝日4K）※レギュラー化
- 16日 - 寛平ちゃんのぶらり旅 熊本がいいーの（テレビ熊本）※月1回[53]

#### 9 - 12月開始（教養・ドキュメンタリー番組）
9月開始
- 30日
  - ストーリーズ（NHK総合）[注 2][54]
  - ごりやくさん（KBS京都）[55]

10月開始
- 1日 - 村雨式キャンプ（フジテレビ）
- 5日
  - DMG MORI presents 港時間（4日深夜、テレビ朝日）[56]
  - ココロ通う街角（日本テレビ）[57]
- 6日 - 建物の世界を深堀り ボクらケンセツ部（サンテレビ）[58]
- 7日 - 名医の極み（6日深夜、テレビ朝日）[59]
- 12日 - 関口宏のもう一度!近現代史（BS-TBS・BS-TBS 4K）[60]
- 14日 - 旅する鈴木 夫婦で世界一周（BS朝日・BS朝日4K）[61] ※レギュラー化
- 22日 - 祭りだ!祝いだ!めでてぇ〜メシ（BSテレ東・BSテレ東 4K）[62]
- 28日 - 東京の空（27日深夜、TBS）※月1回、毎月最終週放送[63]

11月開始
- 21日 - これ、何の集まり?三人旅（BS-TBS・BS-TBS 4K）[64]

12月開始
- 5日 - ウイスキペディア（BSフジ・BSフジ 4K） ※月1回放送

### 期間限定番組（教養・ドキュメンタリー番組）
- 1月4日 - 25日（4回）、ニッポンの祭り（BSフジ・BSフジ 4K）[注 3]
- 1月8日（7日深夜） - 2月1日（1月31日深夜）、今日、好きになりました〜告白ダイアリー〜（テレビ朝日）[65]
- 1月7日 - 2月25日（全8回）、レイチェルのキッチンノート〜メルボルン編〜（NHK Eテレ）[66]
- 4月3日 - 6月26日、ザ・コラボレーション（テレビ東京）
- 4月4日 - 9月26日
  - フランケンシュタインの誘惑E+（NHK Eテレ）
  - ダークサイドミステリー（NHK BSプレミアム）[注 4]
- 4月20日（19日深夜） - 6月29日（28日深夜）、SAKE NEW WORLD（テレビ朝日）[67]
- 4月27日 - 2020年1月25日（月1回、全10回） - お伊勢参り（三重テレビ）※三重テレビで翌週再放送の他、他府県独立局へも時差ネット[68]
- 6月1日 - 22日（全4回）、わんにゃフルジョッキー（朝日放送テレビ）[69]
- 7月10日（9日深夜） - 8月28日（27日深夜）、ナナナマリーナで歩キーナ（テレビ東京）[34]
- 8月31日 - 9月28日、この歴史、おいくら?（BSフジ・BSフジ 4K）[注 5]
- 9月5日 - 26日（全4回）、ダイアモンド博士の“ヒトの知恵”（NHK Eテレ）[70]
- 9月5日 - 10月3日、ラストドライブ 〜涙と笑顔の免許返納!家族の絆物語〜（BS-TBS・BS-TBS 4K）
- 11月10日 - 12月13日（全12回）、歩け!マツケン〜松平健の諸国漫遊〜（旅チャンネル）[71]
- 12月16日 - 20日（全5回）、シナぷしゅ（テレビ東京）[72]

### 再開番組（教養・ドキュメンタリー番組）
- 1月6日 - フューチャーランナーズ〜17日の未来〜（フジテレビ）2ndシーズン[73]
- 4月1日 - 8月26日、芸人先生（NHK Eテレ）第2シリーズ
- 4月3日（2日深夜） - 2020年9月30日（29日深夜）、吉本坂46が売れるまでの全記録（テレビ東京）シーズン2
- 4月4日 - 9月26日、ふるカフェ系 ハルさんの休日（NHK Eテレ）第4シリーズ
- 4月4日 - 8月15日、世界の哲学者に人生相談 season2（NHK Eテレ）
- 7月6日（5日深夜） - 9月27日（26日深夜）、Kの旅人（テレビ朝日）2nd Season
- 10月3日 - 、ザ・プロファイラー 〜夢と野望の人生〜（NHK BSプレミアム）シーズン8[74]
- 10月9日 - 2020年3月11日、ねほりんぱほりん（NHK Eテレ）第4シリーズ[75]
- 10月16日 - 新・地球絶景紀行（BS-TBS・BS-TBS 4K）改題・新シリーズ開始[76]
- 10月18日 - 厳選!にっぽん原風景紀行（BSテレ東・BSテレ東 4K）改題[77]
- 10月19日（18日深夜） - 2020年3月21日（20日深夜）、連続ドキュメンタリー RIDE ON TIME（フジテレビ）season2[78]

### タイトル変更（教養・ドキュメンタリー番組）
- 4月5日 - アナザースカイ → アナザースカイ II（日本テレビ）
- 4月6日 - 美の巨人たち → 新 美の巨人たち（テレビ東京）[79]

## スポーツ番組

### 終了番組（スポーツ番組）
3月終了
- 24日 - アスリートの魂（NHK BS1）
- 30日
  - みんなの2020バンバンジャパーン!（NHK Eテレ）
  - 東京海上日動 Presents 挑戦へのエール（BS日テレ）[80]

6 - 10月終了
- 6月30日 - The MASTERS, My Life（BS-TBS）[81]
- 8月25日 - 消えた天才（TBS）※不祥事による打ち切り[82]
- 9月27日
  - イキイキDAY体操（BS日テレ・BS日テレ4K）[83]
  - SPORTS X（BS朝日・BS朝日 4K）
- 10月6日 - ゴルラボ.tv（BS-TBS・BS-TBS 4K）

### 開始番組（スポーツ番組）

#### 4月開始（スポーツ番組）
- 1日
  - TOKYO LOVE SPORTS（TOKYO MX1）[84]
  - スポーツ×ヒューマン（NHK BS1）
- 5日 - Pretty & Challenge - GIRLSGOLF -（サンテレビ）
- 7日 - パラ×ドキッ!（NHK BS1）[85]
- 27日 - とれハン!～GO!GO!どさんこアスリート～（札幌テレビ）※月1回[86]

#### 7月開始（スポーツ番組）
- 6日 
  - 東京VICTORY（TBS）[87]
  - ママプルパパプル（日本テレビ）

#### 10 - 11月開始（スポーツ番組）
10月
- 2日 - キックボクシング KNOCK OUT!（BS日テレ・BS日テレ 4K）
- 6日 - HKT青春体育部!（5日深夜、九州朝日放送）
- 8日 - キラボシ!（BS11）[88]
- 20日 - スポさま（BSテレ東・BSテレ東 4K）[89]

11月
- 5日 - eプロ野球ニュース（4日深夜、フジテレビONE）[90]

### 期間限定番組（スポーツ番組）
- 3月12日 - 29日、WATCH SPORTS!（テレビ朝日）[91]
- 3月23日 - 4月3日、みんなの甲子園（毎日放送）
- 3月29日(28日深夜) - 9月13日(12日深夜)（全12回）、有吉×巨人（日本テレビ）
- 6月5日 - 8月21日、みんなの北海道マラソン2019（北海道文化放送）[92]
- 7月23日(地域により24日未明) - 28日(同・29日未明)、速報!甲子園への道（朝日放送テレビ・テレビ朝日ほかANN24局）
- 8月6日 - 22日、熱闘甲子園（朝日放送テレビ・テレビ朝日）
- 10月3日 - 12月26日、ディープインパクト〜受け継ぐものたち〜（テレビ東京）[93]
- 11月2日 - 12月21日、熱冬〜高校バスケSoftBankウインターカップ2019〜（テレビ朝日）

## バラエティ番組

### 終了番組（バラエティ番組）

#### 1月終了（バラエティ番組）
- 20日（19日深夜） - chouchou（テレビ朝日）

#### 3 - 4月終了（バラエティ番組）
3月
- 6日 - 1周回って知らない話（日本テレビ）レギュラー終了
- 7日 - 突撃!しあわせ買取隊（テレビ東京）
- 8日 - ピエール瀧のしょんないTV（7日深夜、静岡朝日テレビ）[94]
- 11日 - 中居正広の身になる図書館（テレビ朝日）[95]
- 12日 - ヒャッキン!〜世界で100円グッズを使ってみると?〜（テレビ東京）
- 16日（15日深夜）- コンとコトン（NHK総合）
- 19日 - 有吉弘行のダレトク!?（関西テレビ）
- 20日 - 有田哲平の夢なら醒めないで（19日深夜、TBS）
- 22日 - のばん組（BS日テレ）
- 26日 
  - NGT48のにいがったフレンド!（25日深夜、テレビ新潟）[96]
  - 世界の村で発見!こんなところに日本人（朝日放送テレビ）
- 27日（26日深夜）
  - 私の働き方〜乃木坂46のダブルワーク体験!〜（フジテレビ）
  - ソノサキ〜知りたい見たいを大追跡!〜（テレビ朝日）
  - 雨上がりの「Aさんの話」〜事情通に聞きました!〜（朝日放送テレビ）
- 28日
  - ナカイの窓（27日深夜、日本テレビ）[97]
  - ウルトラ怪獣散歩（フジテレビONE）
- 30日
  - 東京らふストーリー（29日深夜、テレビ朝日）
  - 特捜警察ジャンポリス（テレビ東京）
  - 車あるんですけど…?（テレビ東京）
  - ♯カワイイこみなみには旅をさせよ（BSフジ・BSフジ 4K）
- 31日
  - ピンポイント業界史（30日深夜、テレビ朝日）
  - 夢眠ねむのまどろみのれん酒（BS日テレ）

4月
- 1日（3月31日深夜）- EXD44（テレビ朝日）

#### 9 - 10月終了（バラエティ番組）
9月
- 5日 - クレイジージャーニー（4日深夜、TBS）※不祥事による打ち切り[82]
- 7日 - 世界が驚いたニッポン! スゴ〜イデスネ!!視察団（テレビ朝日）レギュラー終了[98]
- 13日
  - 超問クイズ! 真実か?ウソか?（日本テレビ）[99]
  - よくばりアリス（広島テレビ）
- 16日（15日深夜） - 別冊アサ秘ジャーナル（TBS）
- 18日 - 梅沢富美男のズバッと聞きます!（フジテレビ）[100]
- 21日（20日深夜）- 金曜日のどっち!?（テレビ朝日）
- 24日 - TVチャンピオン極（BSテレ東|BSテレ東・BSテレ東 4K）
- 25日（24日深夜） - AKBINGO!（日本テレビ）[101]
- 26日（25日深夜） - リトルトーキョーライフ（テレビ東京）[注 6]
- 28日 - オータケ・サンタマリアの100まで生きるつもりです → 100まで楽しむつもりです（テレビ朝日）放送枠移動・リニューアル
- 29日 - ガリゲル（28日深夜、読売テレビ）[102]

10月
- 6日 - ザ!モノシリスト（BS朝日・BS朝日 4K）

### 開始番組（バラエティ番組）

#### 1月開始（バラエティ番組）
- 19日（18日深夜） - 名門!モウカリマッカー学園 〜西梅田校新聞部〜（テレビ大阪）
- 26日（25日深夜） - ジャニーズWESTの激ハネ!BoooooooRN!（毎日放送）[103]※月1回レギュラー
- 28日 - ながさき探求バラエティ「なんでん飛躍天」（長崎文化放送）[104]※月1回レギュラー
- 30日（29日深夜） - 和牛のギュウギュウ学園（関西テレビ）[105]

#### 2 - 3月開始（バラエティ番組）
2月
- 3日
  - ポルポ（2日深夜、テレビ朝日）
  - でんじろうのTHE実験（フジテレビ）[106]

3月
- 18日 - 10万円でできるかな（テレビ朝日）[95]※ゴールデンタイム進出

#### 4月開始（バラエティ番組）
- 1日
  - さっしーのe部屋（フジテレビ）
  - 断ちごはん〜和牛もいただきます〜（BS日テレ）
- 2日（1日深夜） - テレビ千鳥（テレビ朝日）※レギュラー化
- 3日
  - バナナマンのドライブスリー（2日深夜、テレビ朝日）
  - 川柳居酒屋なつみ（2日深夜、テレビ朝日）[107]
  - SKE48のバズらせます!!（2日深夜、東海テレビ）
  - サンドのお風呂いただきます（NHK総合）[108] ※レギュラー化
  - 衝撃のアノ人に会ってみた!（日本テレビ）※レギュラー化[109]
  - それって!?実際どうなの課（中京テレビ）
  - 鳥海浩輔・前野智昭の大人のトリセツ（TOKYO MX1）
  - 古川未鈴と古畑奈和のいにしえ乙女酒（BS日テレ）
  - ビニールハウス〜恋愛促成栽培〜（BSフジ・BSフジ 4K）
- 5日（4日深夜）
  - 霜降りバラエティ（4日深夜、テレビ朝日）[110]
  - 霜降り明星のあてみなげ（静岡朝日テレビ）[111]
- 6日
  - 金曜日のどっち!?（5日深夜、テレビ朝日）
  - 有吉のお金発見 突撃!カネオくん（NHK総合）[108] ※レギュラー化
  - ひねくれ3（テレビ東京）[112]
  - パンブーのとりあえずナマ!?（TVQ九州放送）[113]
- 7日（6日深夜） -  いまだにファンです!（テレビ朝日）[114]
- 9日
  - そんなコト考えた事なかったクイズ!トリニクって何の肉!?（朝日放送テレビ）[115][116]
  - BSいきものがかり（BSフジ・BSフジ 4K）
- 10日 - ガイロク（街録）（NHK BSプレミアム）[117]
- 15日
  - 今日から友達になれますか?（14日深夜、フジテレビ）[118]
  - メイドインジャパン!（TBS）[119] ※レギュラー化
- 16日 - 全力!日向坂46バラエティー HINABINGO!（15日深夜、日本テレビ）[120]
- 18日（17日深夜） - エンタテ！区〜テレビが知らないe世界〜（RKB毎日放送）[121]
- 19日（18日深夜） - イケダンMAX（TOKYO MX1）[122]
- 20日 - 土曜旅館 桜の間（テレビ北海道）[123]
- 21日 - カンニング竹山の新しい人生、始めます!（BSテレ東・BSテレ東 4K）[124][125]
- 22日 - 有田哲平と高嶋ちさ子の人生イロイロ超会議（TBS）
- 25日（24日深夜） - おぎやはぎのハピキャン 〜キャンプはじめてみました〜（メ〜テレ）[126]
- 30日（29日深夜） - シェアハウス Bダッシュ（東海テレビ）

#### 5月開始（バラエティ番組）
- 4日（3日深夜） - 新・日本男児と中居（日本テレビ）[97][127]
- 7日 - 火曜ゴールデン よかばん!!（テレビ宮崎）[128]

#### 8月開始（バラエティ番組）
- 5日 - いたくろむらせのオンとオフ（テレビ埼玉）[129]

#### 10 - 11月開始（バラエティ番組）
10月
- 3日 - まいど!修繕屋です（NHK BSプレミアム）※レギュラー昇格[130]
- 4日
  - 金曜日のソロたちへ（NHK総合）※レギュラー昇格[131]
  - 先生、、、どこにいるんですか? 〜会って、どうしても感謝の言葉を伝えたい。〜（テレビ東京）[132][89]
  - ももクロと行く!〜スターダストプロモーションのアイドルたちが日本全国制覇をしちゃう旅〜（BS日テレ・BS日テレ 4K）[133]
- 5日
  - 爆笑問題のシンパイ賞!!（4日深夜、テレビ朝日）
  - あちこちオードリー〜春日の店あいてますよ?〜（テレビ東京）[89]
- 6日
  - 松之丞カレンの反省だ!（5日深夜、テレビ朝日）※レギュラー正式昇格
  - やすともの恋愛島（朝日放送テレビ）※レギュラー昇格[134]
- 7日 - 熱闘!Mリーグ（6日深夜、テレビ朝日）※地上波進出[135]
- 8日 - 即席カルテット（7日深夜、テレビ朝日）[136]
- 9日
  - ほっとけない!TV（9日深夜、RKB毎日放送）[137]
  - ワールド極限ミステリー（TBS）※レギュラー昇格
- 10日 - よしもと新喜劇NEXT〜小籔千豊には怒られたくない〜（9日深夜、毎日放送）[138]
- 12日 - サンドウィッチマン&芦田愛菜の博士ちゃん（テレビ朝日）※レギュラー昇格[98]
- 16日 - ソクラテスのため息〜滝沢カレンのわかるまで教えてください〜（テレビ東京）※改題・レギュラー昇格[89]
- 18日
  - クイズ!あなたは小学5年生より賢いの?（日本テレビ）※レギュラー昇格[99]
  - てぇてぇTV（BS日テレ・BS日テレ 4K）※改題・レギュラー昇格[139]
- 19日
  - B2takes!!の探偵ナイトスクール（18日深夜、テレビ神奈川）[140][141]
  - 西村キャンプ場（テレビ新広島）※レギュラー昇格[142]
- 22日 - 乃木坂どこへ（21日深夜、日本テレビ）
- 24日 - ダブルベッド（TBS）[143]
- 25日 - ウワサのお客さま（フジテレビ） ※レギュラー昇格[144]
- 29日 - 華丸大吉&千鳥のテッパンいただきます!（関西テレビ）[145][146]
- 30日 - BACK TO SCHOOL!（フジテレビ） ※レギュラー昇格[147]

11月
- 5日 - なにわからAぇ!風吹かせます!〜なにわイケメン学園×Aぇ!男塾〜（4日深夜、関西テレビ）[148]

### 期間限定番組（バラエティ番組）
- 1月9日（8日深夜） - 3月28日（27日深夜）、欲望の塊（TOKYO MX1）
- 1月22日（21日深夜） - 4月2日（1日深夜）、SKEBINGO!（日本テレビ）
- 1月26日（25日深夜） - 3月30日（29日深夜） 、＃渡辺直美のヤバスタグラム（日本テレビ）[注 7][149]
- 1月27日 - 8月18日、アオハル (青春) TV（フジテレビ）[106][150][151]
- 3月31日 - 9月29日、もう少し、嫌な奴（朝日放送テレビ）
- 4月4日（3日深夜） - 6月27日（26日深夜）、ヤバイかスゴイか カミヒトエ!（テレビ朝日）[152]
- 4月4日 - 9月28日、橋本マナミのヨルサンポVI（BSフジ・BSフジ 4K）
- 4月7日（6日深夜） - 9月22日（21日深夜）、松之丞カレンの反省だ!（テレビ朝日）パイロット版
- 4月8日（7日深夜） - 10月28日（27日深夜）、電脳トークTV〜相内さん、青春しましょ!〜→電脳トークTV2〜相内さん、もっと青春しましょ!〜[注 8]（テレビ東京）
- 4月9日 - 9月17日、噂の現場急行バラエティー レディース有吉（関西テレビ）[153]
- 4月18日 - 12月25日、太川蛭子の旅バラ（テレビ東京）[154][155]
- 4月22日（21日深夜） - 7月8日（7日深夜）、第1話（朝日放送テレビ）
- 5月2日 - 7月25日、大悟を探せ!（毎日放送）[156]
- 5月8日 - 9月4日、一茂&良純の自由すぎるTV（テレビ東京）[157]
- 5月20日（19日深夜） - 8月26日（25日深夜）、荒野行動女子部〜初代女子戦隊集結〜（BSフジ・BSフジ 4K）[158]
- 7月9日(8日深夜) - 10月1日(9月30日深夜)、TERRACE HOUSE TOKYO 2019-2020（フジテレビ）[159]
- 9月17日（16日深夜） - 、超特急のハガメン!mini6 コッチコチの章（TBS）[160]
- 10月8日（7日深夜） - 12月20日（29日深夜）、即席カルテット（テレビ朝日）
- 10月9日（8日深夜） - 12月25日（24日深夜）、道玄坂コネクション（テレビ東京）[161]

### 再開番組（バラエティ番組）
- 1月5日 - 、Go!Go!ニンじゃぽん Season2（テレビ山口ほか）※TBS除くJNN系列局で順次放送
- 1月16日（15日深夜） - 、グータンヌーボ2（関西テレビ）[162]
- 1月19日（18日深夜） - 9月21日、今夜一杯どうですか?（TBS）シーズン2～4
- 4月2日（1日深夜） - しくじり先生 俺みたいになるな!!（テレビ朝日）※レギュラー放送再開
- 4月18日（17日深夜） - KAT-TUNの世界一タメになる旅!+（TBS） ※タイトル改題[163]
- 12月2日（1日深夜） - 電脳トークTV2.5〜相内さん、青春忘れてませんか?〜（テレビ東京）シーズン2.5以降
- 12月25日 - 2020年3月11日、水曜どうでしょう（北海道テレビ）※新作「北海道で家、建てます」放送

### タイトル変更（バラエティ番組）
- 2月1日(1月31日深夜) - スマートフォンデュ → 無料屋（テレビ朝日）[164]
- 4月1日 - 陸海空 地球征服するなんて→ 陸海空 こんなところでヤバいバル（テレビ朝日）枠移動、再改題[165]※6月24日終了
- 4月2日 - 金曜★ロンドンハーツ → ロンドンハーツ（テレビ朝日）枠移動、旧題に復帰[166][167]
- 4月5日 - 福岡夢実現バラエティー 頑張るキミに花束を! → ガンバナ 頑張るキミに花束を!（福岡放送）※6月28日終了
- 4月6日 - オータケ・サンタマリアの100まで生きるつもりです → 100まで楽しむつもりです（テレビ朝日）放送枠移動・リニューアル ※9月28日終了
- 4月8日(7日深夜) - ひらがな推し → 日向坂で会いましょう（テレビ東京）グループ名変更（けやき坂46→日向坂46）に伴う改題[168]
- 4月12日 - ザワつく!一茂良純時々ちさ子の会 → ザワつく!金曜日（テレビ朝日）ゴールデンタイム進出[169]
- 4月14日 - 林先生が驚く初耳学! → 林先生の初耳学（毎日放送）[170]
- 4月19日（18日深夜） - 9月28日（27日深夜）、もっと!ボイボイ無限大 → トクセン!!ボイボイ無限大（東海テレビ）
- 7月1日 - ヤバイかスゴイか カミヒトエ! → かみひとえ（テレビ朝日）ネオバラエティ枠へ進出[171][152]
- 7月4日（3日深夜） - 9月19日（18日深夜）、陸海空 こんなところでヤバいバル → ヤバい話のHow Much?〜ヤバい法律相談〜（テレビ朝日）ネオバラエティ枠撤退→ローカル枠降格、再々改題
- 7月16日（15日深夜）- 9月24日（23日深夜）、 HINABINGO!2（日本テレビ）第2シリーズ[172]
- 10月3日（2日深夜） - いまだにファンです! → すじがねファンです!（テレビ朝日）放送枠移動・リニューアル[173]
- 10月5日 - ひねくれ3 → 自慢したい人がいます〜拝啓 ひねくれ3様〜（テレビ東京）[174]
- 10月7日（6日深夜） - TiARY TV → TiARY TV kirari（テレビ神奈川）[175]

## 音楽番組

### 終了番組（音楽番組）
3月終了
- 24日 - AKB48 SHOW!（NHK BSプレミアム）[176]
- 26日 - The Girls Live（25日深夜、テレビ東京）

10月終了
- 6日 - LIVE ON! うた好き☆ショータイム（BS-TBS・BS-TBS 4K）

### 開始番組（音楽番組）
4月開始
- 2日 - AI・DOLプロジェクト（テレビ東京）
- 4日 - 八代亜紀いい歌いい話（BS11）
- 7日 - アニソン!プレミアム!（NHK BSプレミアム）
- 21日（20日深夜） - SONGS OF TOKYO（NHK総合）※総合テレビでのレギュラー放送開始

5月開始
- 6日（5日深夜） - ギュッとミュージック（関西テレビ）※単発、隔月1回放送[177]

10月開始
- 6日 - らいコレTV（TOKYO MX1）[178][179]
- 7日 - イマウタ -Right On! Music-（BS日テレ・BS日テレ 4K）※レギュラー放送開始[180]

12月開始
- 24日 - ヨルヤン（23日深夜、テレビ東京）[181]

### 期間限定番組（音楽番組）
- 4月6日 - 27日、宇崎竜童の銘曲ビストロ〜新時代へのメッセージ〜（BSフジ・BSフジ 4K）[注 5][182]
- 5月3日 - 6月28日、田原俊彦40周年記念特別版!〜好きになってしまいそうだよ〜（BSフジ・BSフジ 4K）

### タイトル変更（音楽番組）
- 1月14日 - チバテレビカラオケ大賞21 → カラオケ大賞（千葉テレビ）[183]
- 4月3日 - 日本の名曲 人生、歌がある → 日本の名曲 世界の名曲 人生、歌がある（BS朝日・BS朝日4K）[184]

## 単発特別番組枠・その他

### 終了番組（単発枠・その他）
- 1月20日 - ニチファミ!（フジテレビ）[106]
- 2月24日 - ネクストブレイク（日本テレビ）

3月終了
- 土曜特番（日本テレビ）
- 25日
  - 月曜名作劇場（TBS）[185]
  - バイタルTV（BS-TBS・BS-TBS 4K）
- 30日 - 土チャレ（フジテレビ）

9月終了
- 4日 - 水トク!（TBS）
- 13日 - 金曜プレミアム（フジテレビ）[186][187]
- 21日 - やっぱり土曜は寅さん（BSテレ東・BSテレ東 4K）

### 開始番組（単発枠・その他）
4月
- 6日 - 土曜+1（BSフジ・BSフジ 4K）
- 7日 - 日曜ロードSHOW!（BS日テレ・BS日テレ 4K）
- 9日 - 火曜エンタ（テレビ東京）[157]
- 11日 - 木曜☆ラボ（BSフジ・BSフジ 4K）[188]
- 13日 - サタデーネクスト（日本テレビ）
- 22日 - ゲツナナ（瀬戸内海放送）

10月
- 20日 - 日曜THEリアル!（フジテレビ）[189]